# Torta margherita
La torta margherita è un dolce tradizionale dell'Italia centro-settentrionale. 

## Preparazione
Sbattere i tuorli delle uova, aggiungere lo zucchero e sbattere nuovamente. Aggiungere gli albumi montati a neve, aggiungere la fecola, il succo di limone e mescolare. Il composto va messo in uno stampo imburrato e cotto in forno molto caldo per 20 minuti circa.